# Elluminate Live!
Elluminate Live! és un programa de conferències web desenvolupat per Elluminate Inc. Elluminate "llogava" aules virtuals o vSpaces on escoles i negocis virtuals podien fer trobades o donar classes. Elluminate ha estat adquirida per Blackboard Inc.

## Usos
Mentre que Elluminate està dissenyada principalment per ser utilitzada amb fins educatius, també és utilitzada pels organismes de formació i empreses. K12 Inc., Desire2learn i altres nombroses escoles i negocis usen Elluminate live com a part de llur currículum i trobades.

## Eines
Les eines de comunicació d'Elluminate Live! inclouen serveis integrats de veu sobre IP i teleconferències, xat públic i privat, interrogant i realització d'enquestes, emoticons, i una eina de càmera web. El programari inclou diverses eines visuals, incloent pissarra, compartir aplicacions, transferència d'arxius, i web. El programari també inclou una funció de registre que permet al moderador gravar la classe perquè altres puguin veure-la més endavant, així com una eina gràfica, sales de grup per treball en grup, i temporitzador. La pissarra és compatible amb la càrrega de presentacions per a la seva visualització a la pissarra de classe o reunió.

## Requisits del sistema
Per usar Elluminate a l'usuari li cal Java Web Start o Java SE de Sun Microsystems. Elluminate Live està dissenyat per ser utilitzat en tots els equips, sempre que hi tinguin instal·lat Java. Elluminate també està dissenyat per treballar en connexions a internet que inclouen connexions telefòniques de cable/DSL i 28.8kbit/s o més altes.